# Оленёкский национальный наслег
Оленёкский национальный наслег — сельское поселение в Оленёкском районе Якутии Российской Федерации.
Административный центр — село Оленёк.

## История
Статус и границы сельского поселения установлены Законом Республики Саха (Якутия) от 30 ноября 2004 года N 173-З N 353-III «Об установлении границ и о наделении статусом городского и сельского поселений муниципальных образований Республики Саха (Якутия)».

## Население
| 2002  | 2010  | 2011  | 2012  | 2013  | 2014  | 2015  |
| ----- | ----- | ----- | ----- | ----- | ----- | ----- |
| 2228  | ↗2273 | ↗2275 | ↘2228 | ↘2208 | ↘2132 | ↘2124 |
| 2016  | 2017  | 2018  | 2019  | 2020  | 2021  |       |
| ↗2139 | ↗2144 | ↗2185 | ↗2246 | ↗2346 | ↗2438 |       |

## Состав сельского поселения
| № | Населённый пункт | Тип населённого пункта       | Население |
| - | ---------------- | ---------------------------- | --------- |
| 1 | Оленёк           | село, административный центр | ↗2438     |